# Сайяд Аран
Сайяд Аран или Сайяд Салахлы (полное имя: Сайяд Адиль оглы Салахлы - азерб. Səyyad Adil oğlu Salahlı; родился 15 января 1952 года, Гарадонлу, Имишлинский район, Азербайджанская ССР, СССР) — общественно-политический деятель Азербайджана; Кандидат филологических наук (2005); Один из основателей партии «Новый Азербайджан»; писатель; Чрезвычайный и полномочный посланник Азербайджанской Республики первого класса; В 1995-2005 годах был избран депутатом Милли меджлиса Азербайджанской Республики I и II созывов. Первый заместитель председателя Государственного комитета по работе с религиозными образованиями Азербайджанской Республики (с 16 ноября 2012 года). Заслуженный журналист Азербайджанской Республики (2015).

## Биография
Сайяд Адиль оглы Салахов родился 15 января 1952 года в селе Гарадонлу Имишлинского района. Старший в семье из 10 детей.

## Образование
В 1958-1968 годах учился в средней школе №1 города Имишли.
В 1968 году поступил на филологический факультет Азербайджанского государственного педагогического института имени В.И. Ленина, который окончил в 1972 году.
Второе высшее образование получил в Бакинском государственном университете, окончив в 2001 году юридический факультет БГУ.
В 2005 году в Институте литературы им. Низами Национальной академии наук Азербайджана защитив диссертацию на тему «Психологизм в азербайджанской литературе 1960-1980 годов (по творчеству Мовлуда Сулейманлы)» по специальности «Азербайджанская литература» (код специальности: 10.01.01), стал кандидатом филологических наук.

## Деятельность
После окончания средней школы в 1972-1973 годах работал учителем литературы и языка в средней школе селении Азизбекова (ныне Гаралар) Имишлинского района.
В 1973-1974 годах в Нахчыване проходил военную службу в воинской части № 69626 Советской армии, расположенной в селе Кивряк. Капитан запаса.
С 1974 до конца декабря 1989 года работал в средней школе № 1 города Имишли сначала преподавателем языка и литературы, заместителем по начальному образованию, а затем секретарем первичной партийной организации, заместителем директора по внешкольной и внеклассовой воспитательной работе.
В 1990 году был назначен начальником Департамента народного образования в Имишлинском районе.
2 января 1991 года приезжает в Баку из Имишли, сперва работает в газете «Elm» («Наука»), где вскоре становится начальником отдела. А в 1992-1995 годах работает первым заместителем главного редактора газеты «Səs» («Голос»).
С 2001 года работал деканом факультета журналистики Азербайджанского международного университета.
В 2011-2012 годах работал в качестве ведущего консультанта в секторе Государственного реестра территориальных единиц и муниципалитетов службы главы Аппарата Милли меджлиса Азербайджанской Республики.

## Общественно-политическая деятельность
Один из создателей партии "Новый Азербайджан". Один из инициаторов и основателей учредительной конференции ПНА в 1992 году. Был представителем I, II, III съездов ПНА. С 21 ноября 1992 года является одним из первых 50 членов Политического совета ПНА, избранных на учредительной конференции ПНА. В 1995-1999 гг. возглавлял Идеологический отдел ПНА.
В соответствии с Законом Азербайджанской Республики «О дипломатической службе», в связи с дипломатической службой в Стамбуле в сентябре 2006 года покинул членство и Политический совет ПНА. В мае 2012 года вновь был принят в ряды ПНА.

## Роль Гейдара Алиева в его карьере
Сайяд Аран один из самых близких соратников Гейдара Алиева. Опубликованы сотни статей о Гейдаре Алиеве, принадлежащих перу Сайяда Арана, издан ряд книг, повествующих о нем. Сайяд Аран сопровождал Гейдара Алиева в составе делегации во время двух его исторических визитов: в Китай (7-11 марта 1994 года) и Соединенные Штаты (26 июля - 7 августа 1997 года).

## В парламенте
На основе мажоритарной избирательной системы Сайяд Аран был избран депутатом в Милли меджлис в 1995 году от Зардаб-Имишли-Уджарского избирательного округа №67 и в 2000 году от Зардаб-Имишлинского избирательного округа №67. Принимал непосредственное участие в подготовке ряда законодательных актов. К примеру, на заседании Милли меджлиса Азербайджанской Республики, состоявшемся 20 октября 2009 года, депутат Эльмира Ахундова в ходе обсуждения следующего законопроекта о средствах массовой информации так высказалась о Сайяде Аране:
«Считаю, что самый прогрессивный и всеобъемлющий закон, принятый Милли меджлисом в данной области, подготовлен депутатом Сайядом Араном, который являлся профессиональным журналистом во времена нашего общенационального лидера. Когда я читаю лекции по журналистике, привожу данный закон в качестве примера на всем постсоветском пространстве». - Стенограмма заседания Милли меджлиса Азербайджанской Республики от 20 октября 2009 года.

## I созыв
На выборах в Милли меджлисе Азербайджанской Республики I созыва Сайяд Аран представлял партию «Новый Азербайджан» и участвовал под фамилией Салахов. Он участвовал в выборах на основе мажоритарной избирательной системы, был выдвинут избирательным округом Зардаб-Имишли-Уджар № 67 и избран депутатом на выборах 12 ноября 1995 года. В течение I созыва, с 7 марта 1997 года являлся членом азербайджанско-китайской рабочей группы по межпарламентским связям.

## II созыв
На выборах в Милли меджлисе Азербайджанской Республики II созыва Сайяд Аран так же представлял партию «Новый Азербайджан» однако на этот раз, в отличие от предыдущих выборов, участвовал под фамилией Салахлы. Участвовал в выборах на основе мажоритарной избирательной системы, был выдвинут вновь сформировавшимся избирательным округом Зардаб-Имишли-Уджар № 67 и избран депутатом на выборах 5 ноября 2000 года. В течение II созыва, с 5 декабря 2000 года возглавлял азербайджанско-малайзийскую рабочую группу по межпарламентским связям, работал в составе азербайджанско-китайской рабочей группы по межпарламентским связям.

## Дипломатическая деятельность
9 октября 2006 года ему присвоен дипломатический ранг чрезвычайного и полномочного посланника первого класса Азербайджанской Республики. С 9 октября 2006 года по 3 мая 2010 года являлся Генеральным консулом Азербайджанской Республики в городе Стамбул Турецкой Республики, а с 14 декабря 2006 года по 3 мая 2010 года - Постоянным представителем Азербайджанской Республики при Организации Черноморского экономического сотрудничества.
Во время дипломатической карьеры за вклад в углубление дружбы и братства между Азербайджаном и Турцией в июне 2009 года был награжден номинацией «Дипломат года» за премию «Саммит-2008» издаваемого в Турции журнала "First Business".

## В Государственном комитете
Указом Президента Азербайджанской Республики от 16 ноября 2012 года назначен первым заместителем председателя Государственного комитета по работе с религиозными образованиями Азербайджанской Республики. В настоящее время местные представительства-региональные отделы Госкомитета по работе с религиозными образованиями находятся под курацией первого заместителя председателя Государственного комитета Сайяда Арана. В январе 2013 года был включен в редакционный совет учрежденной комитетом газеты «Общество и религия» и 187-й номер газеты от 10-16 января 2013 года вышел в свет, главным редактором которого впервые являлся Сайяд Аран. В том номере газеты Сайяд Аран выступил с авторской статьёй.
2-17 сентября 2016 года совершил паломничество в Хадж.

## Художественно-публицистическая деятельность
С 1991 года является членом Союза писателей Азербайджана, с 1998 года - Союза журналистов Азербайджана, с 2002 года – собрания «Физули» Управлении мусульман Закавказья, с 2003 года - Международной ассоциации русскоязычных журналистов. С 2004 года представляется в Совете директоров Союза писателей Азербайджана.
В студенческие 1968-1972 годы в издаваемой в Азербайджанском государственном педагогическом институте газете «Молодой учитель» периодически публиковались статьи Сайяда Арана.
Его дебют в художественном творчестве состоялся в 1978 году. Первое его произведение – рассказ «Дядя Ибиш» ("İbiş dayı"), опубликованный в 1978 году в 11-м номере журнала «Улдуз» в Баку. Позже его произведения опубликовались в журналах «Азербайджан», «Литературный Азербайджан», «Гракан Адрбеджан», «Молодежь», «Азербайджанская женщина», «Пионер», также в таких газетах как «Литература и искусство», «Голос», «525-я газета», «Дорога», «Деде Горгуд» и др. Его первая книга - «Корпу» («Мост»), опубликованная в Баку в 1983 году в издательстве «Гянджлик» («Молодость»). В 1985 года на ежегодной конференции, посвященной итогам Союза писателей Азербайджана, году Доктор филологических наук, профессор Акиф Гусейнов представил рассказ «Корпу» как один из самых успешных рассказов.
14 ноября 2012 года в клубе «Натаван» Союза писателей Азербайджана состоялось юбилейное мероприятия, посвященное 60-летию Сайяда Арана. Выступая на юбилейной церемонии, народный писатель Азербайджана Мовлуд Сулейманлы оценил творчество Сайяда Арана следующим образом:
«Сайяда Аран - писатель, близкий ко всем происходящим вокруг нас событиям. Даже про мельчайшие детали он просто так пишет. Без создания душевной близости не берется за перо. Вот почему его произведения такие живые и здоровые». - Пресс-релиз из юбилейного мероприятия Союза писателей Азербайджана, посвященного 60-летию Сайяда Арана.  
За литературно-общественную деятельность награжден медалью «Тарагги» («Прогресс»), премией «Гызыл галам» («Золотое перо») и почетным дипломом «Инам» («Вера»), а также международной премией имени Расула Рзы.

## Книги
- «Мост» (рассказы). — Баку: "Юность", 1983. (азерб.)
- «Холодное солнце» (рассказ и рассказы). — Баку: "Тебриз", 1996. (азербайдж. яз.).
- «От хаоса к стабильности» (политико-публицистическая книга, отражающая события и общественно-политические процессы, происходившие в стране после второго прихода к власти Гейдара Алиева в 1992-1997 годах). — Баку: 1997. (азерб. яз.)
- «На горизонте появляется Нобелевская премия мира» (политико-публицистические статьи). — Баку: 2003. (азербайджанский)
- «Психологизм в азербайджанской прозе 1960-80-х годов» (монография о творчестве Мевлюда Сулейманлы). — Баку: 2004. (азерб. яз.)
- «Гейдар Алиев и государственная нефтяная стратегия Азербайджана» (Азербайджан: «Гейдар Алиев и государственная нефтяная стратегия Азербайджана»). — Стамбул: 2009 г. (турецкий)
- «Чистящая бумага» (азерб. «Cleaning paper»). (рассказы и рассказы). — Стамбул: «Миллениум», 2010 г. (турецкий)
- «Мустулук остался в сундуке» (рассказы). —Баку: «Право», 2012. (азерб.)
- «Морозец» (Сазак) (книга рассказов). — Баку: Издательство «Вектор», 2016. (азербайдж. яз.)
- «Благодарны за утренние зари» (сборник статей и интервью на тему наших национальных и нравственных ценностей). — Баку: Изд-во «Туна», 2017. (азерб.)
- «Надгробие» (роман). — Баку, Издательство "Наука и образование", 2020
- «Залог» (рассказы). — Белград, Сербия: Издательство CZQR "Jovan", 2020 (серб.)
- «Надгробие» (роман). — Стамбул: Издательство «Zengin yayncılık», 2020 (турецкий)
- «Проснись» (рассказы). — Тебриз: Издательство "Азер-Туран", 2021 (Аз.) (Персидский)
- "Доход Гейбуллы" (рассказы). — Москва: Издательство «Ридера», 2021. (русский)
- “Дороги в Ериван”, роман, Издательство Науки и образования. 2021
- "Возвращение короны", роман, Издательство Науки и образования. 2022

## Награды
- 1988 — Нагрудный знак «Лучшему учителю комсомольцу» Всесоюзного ленинского коммунистического союза молодёжи (ВЛКСМ)
- 2001 — премия "Золотое Перо"
- 2001 — Почетный гражданин штата Техас США
- 21.07.2005 — медаль «Тарагги» («Прогресс»)[6]
- 2005 — Почетный диплом «Инам» («Вера») СМИ Азербайджана
- июнь 2009 — номинация «Дипломат года» за премию «Саммит-2008» издаваемого в Турции журнала "First Business".
- 15.07.2015 — «Заслуженный журналист Азербайджана»
- 19.05.2017 — Международная премия имени Расула Рзы
- 2019- Юбилейная медаль 100-летия дипломатической службы Азербайджанской Республики
- 2021 - Он был избран действительным членом Международной академии наук по изучению тюркского мира и награжден медалью «Международная золотая звезда» за эффективную деятельность в направлении развития культуры и науки тюркского мира, турецко-азербайджанских братских отношений
- 2021 — Награжден международной премией имени Шахмара Акбарзаде Международной академии наук "Вектор".
- 2022 — Награжден премией «Махмуд Кашгари», учрежденной Международным фондом имени Махмуда Кашгари за популяризацию турецкой культуры в мире и популяризацию ее на широкой территории.
- 2022 — орден «Слава» за эффективную деятельность на государственной службе в Азербайджане
- 2022 — Награжден международной «Почетной медалью тюркского мира» Профессиональной ассоциации владельцев научных и литературных произведений Турции (ILESAM)
- 2022 – Награжден специальным дипломом Союза писателей Азербайджана
- 2024 – Награжден медалью "(1923-2023) 100-летия Гейдара Алиева"

## Семья
Женат, имеет троих сыновей и семерых внуков.